# Музей Гронінгена
 Музей Гронінгена — музей модерністського й сучасного мистецтва, розташований в місті Гронінген на півночі Нідерландів.

## Історія
Музей Гронінгена був заснований у 1874 році і відкрив свою власну будівлю через двадцять років, в 1894 році. В 1921 році в дар музею була переданий історичний особняк «Menkemaborg», 
спадкоємцями його останніх жителів. Відкриття нової будівлі в 1994 році викликало сенсацію і з того часу музей набув слави одного з найкращих музеїв країни.

## Будівля музею
Музей розташований на каналі навпроти залізничної станції. Складається з трьох радикальних модерністичних павільйонів: срібна циліндрична будівля розроблена Філіпом Старком, жовта прямокутна башта розроблена Алессандро Мендіні і блідо-голуба деконструктивістська будівля з червоно-чорними щитами-картинами розроблена архітектурним бюро Coop Himmelb(l)au. Міст, що з'єднує музей із залізничною станцією є велосипедно-пішохідним і з'єднує залізничну станцію з центральною частиною міста.
В 1987 директор музею Франс Хакс запропонував Мендіні (колишньому члену дизайнерської італійської групи Мемфіс) розробити нову будівлю і концепцію для музею. Хакс хотів чогось екстраваґантного і наполіг на деконструктивній концептуальній будівлі. Американський митець Франк Стелла мав розробляти один з павільйонів, однак, його план виявився занадто дорогим, оскільки він хотів зробити будівлю повністю з тефлону. Тоді муніципалітет Гронінгену запросив Coop Himmelb(l)au. Будівництво нового музею майже повністю було оплачене Gasunie (нідерландською національною газовою компанією). Компанія святкувала 25-ту річницю і зробила подарунок місту Гронінген. Хакс хотів нову будівлю для музею, оскільки в попередній було недостатньо місця для виставок. Gasunie виділила 25 мільйонів гульденів на цей проект. Алдерман Іпке Ґіетема (нід. Alderman Ypke Gietema), великий прихильник нового музею, був відповідальний за розташування нової будівлі на каналі, не зважаючи на критику. Противники нового музею навіть зупинили будівництво на один рік, протягом якого вони оскаржували його в суді. Протести жителів Гронінгена базувались на тому, що їхні будинки будуть погано продаватись через сусідство з музеєм із суперечливим і ексцентричним дизайном. Не зважаючи на суперечки, будівництво музею продовжилось в 1992 році і було завершене в 1994 році. Громадяни міста звикли до будівлі і музей швидко набув значної популярності.
Музей Гронінгену виставляє місцеві, національні та іноземні мистецькі роботи, більшість з яких є модерними, або абстрактними. Деякі роботи, що виставлялись в музеї є суперечливими, наприклад фотовиставка Андреса Серрано, інші — мейнстрім, наприклад, картини Іллі Рєпіна.

## Виставки
2010

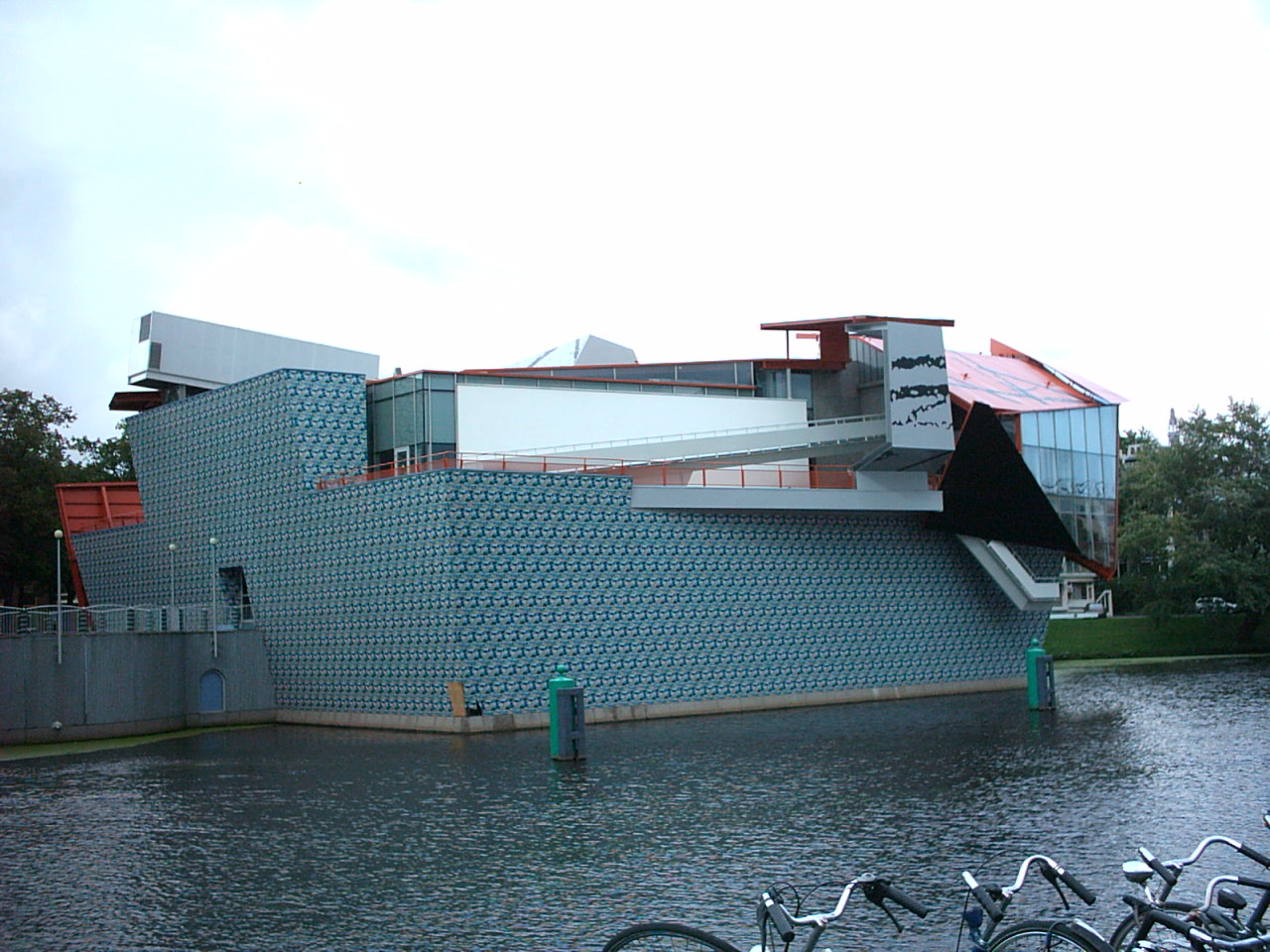
Виставковий павільйон, розроблений Коопом Хіммельб(л)ау.

- 100 років колекціонування (1894—1994)
- Bernhard Willhelm & Jutta Kraus
- Brücke, Німецький експресіонізм (1905—1913)
- Folkert de Jong

2009
- Asian Ceramics
- Куба: Мистецтво та історія з 1868 до сучасності
- Від Ернана Колленіуса to Джефа Коонса
- J.W. Waterhouse (1849—1917), модерний пре-рафаеліт

2008
- Російські легенди, Фольклор та казки
- Коло навколо Кірчнера (англ. Kirchner). Expressionismus aus den Bergen
- Стародавні брати: Шедеври Шанхайського музею
- Вперед Китай! Ассен — Гронінген

2007
- Akseli Gallen-Kallela (1865—1931), Дух Фінляндії
- P. Struycken, Цифровий Рай

2006
- Marc Quinn, Сучасна скульптура

2002
- Ілля Рєпін

## Галерея

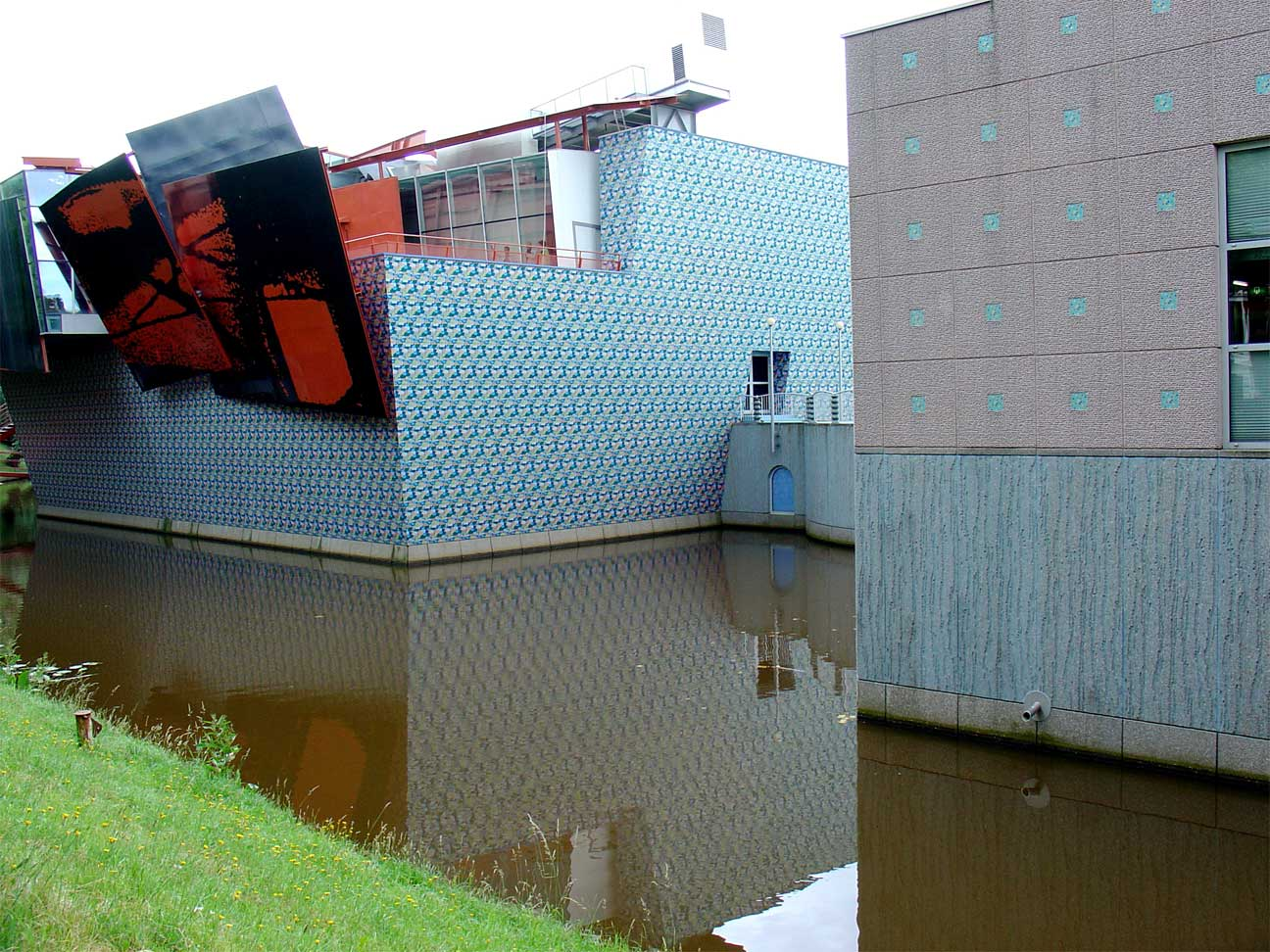
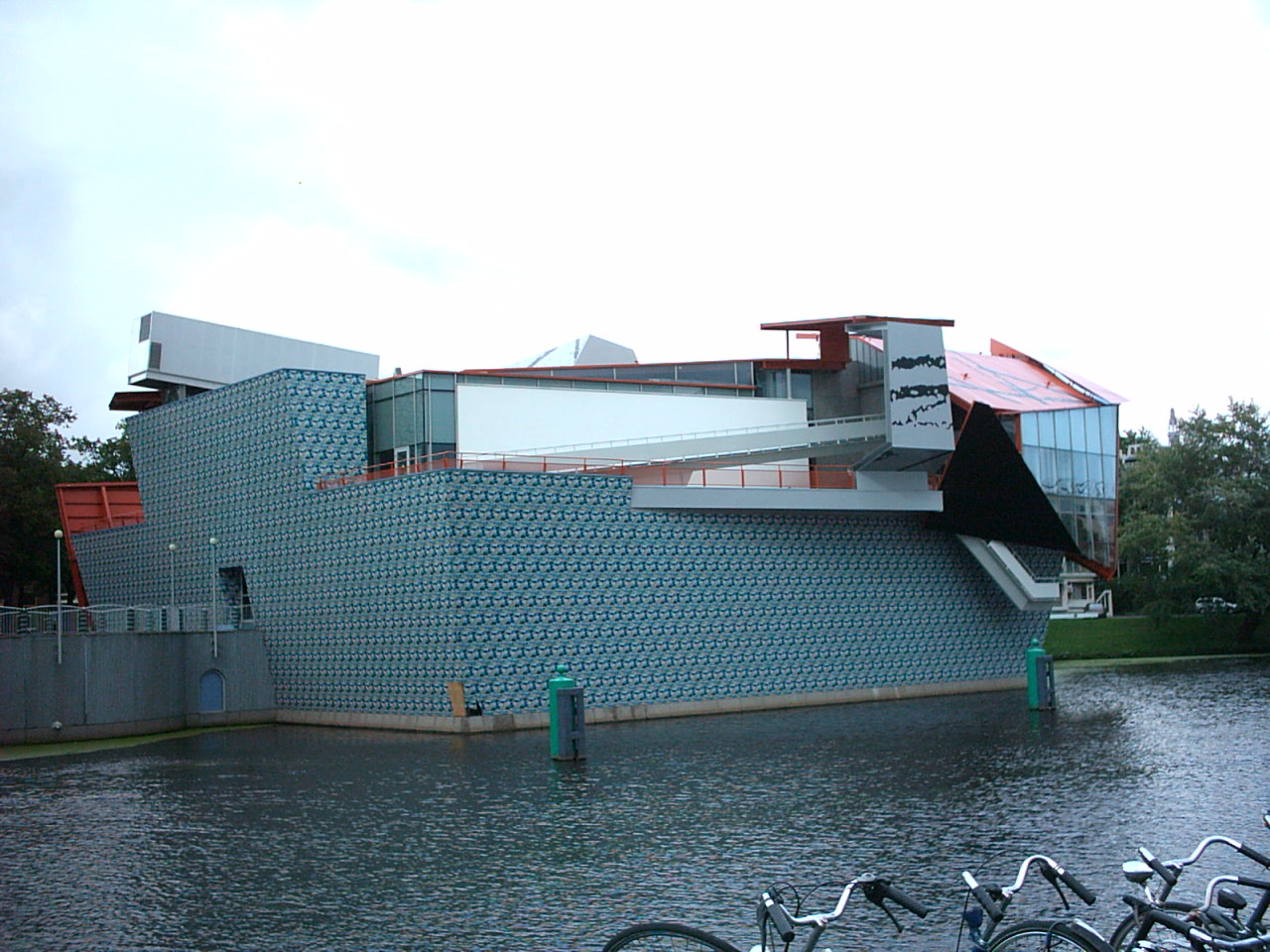
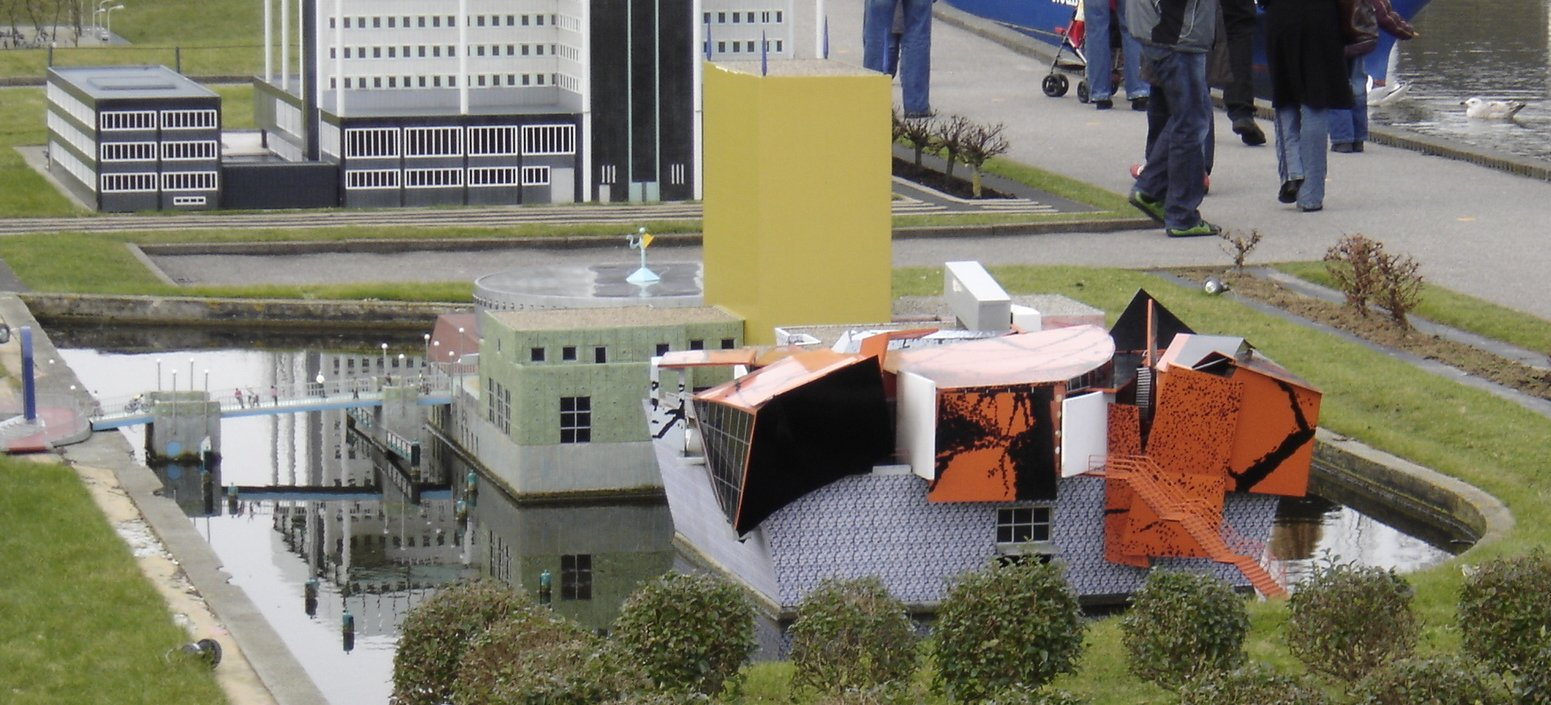
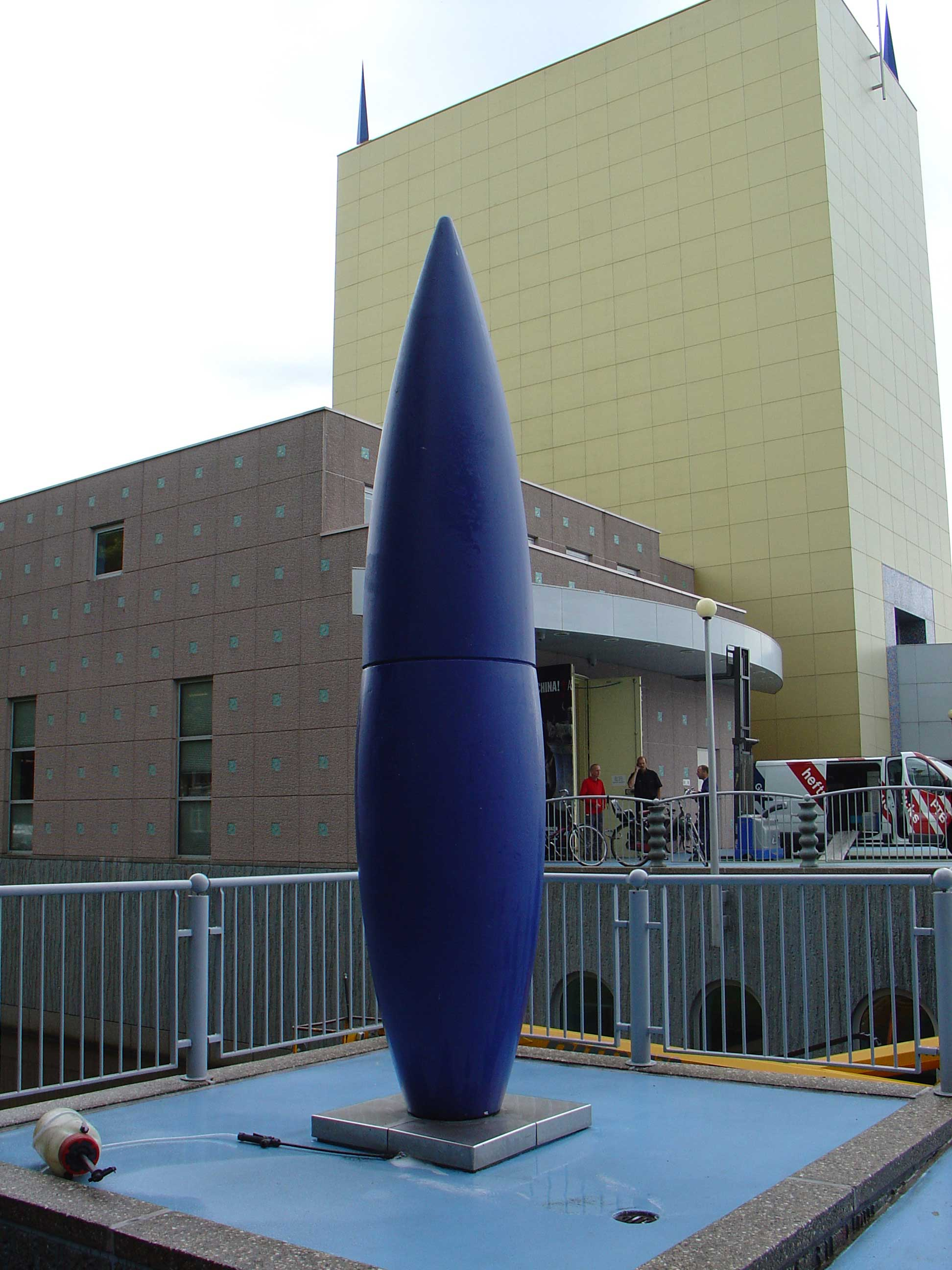
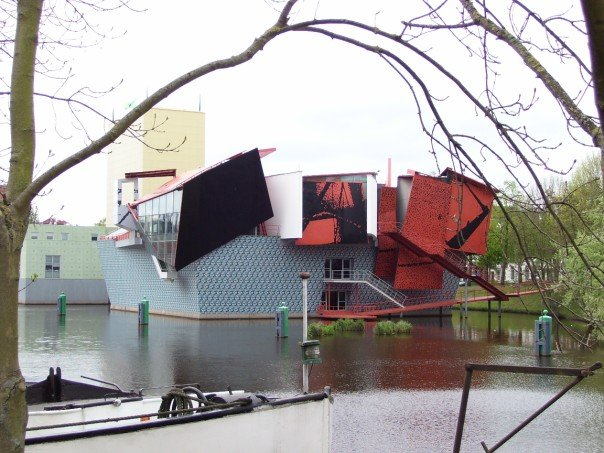
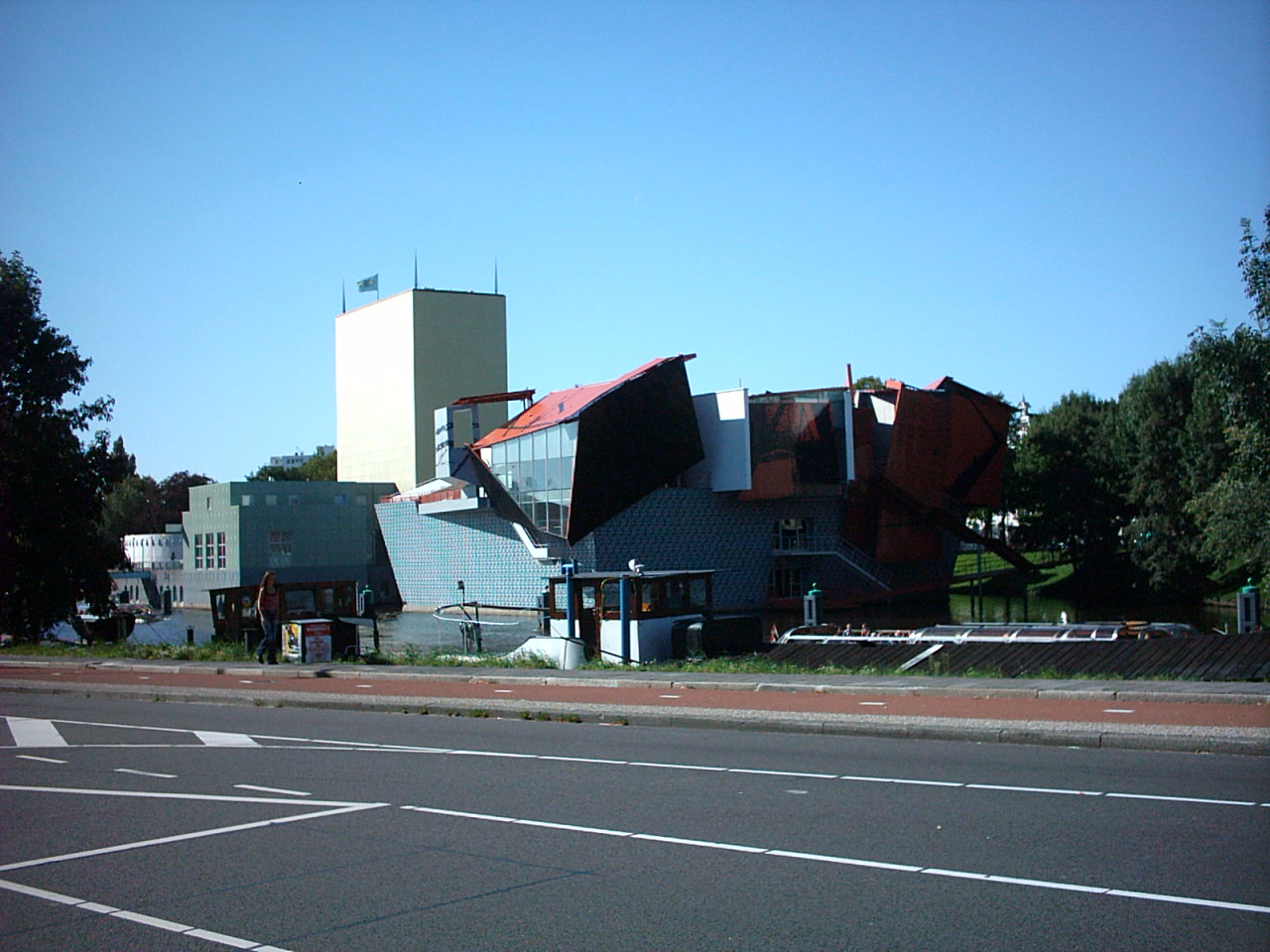
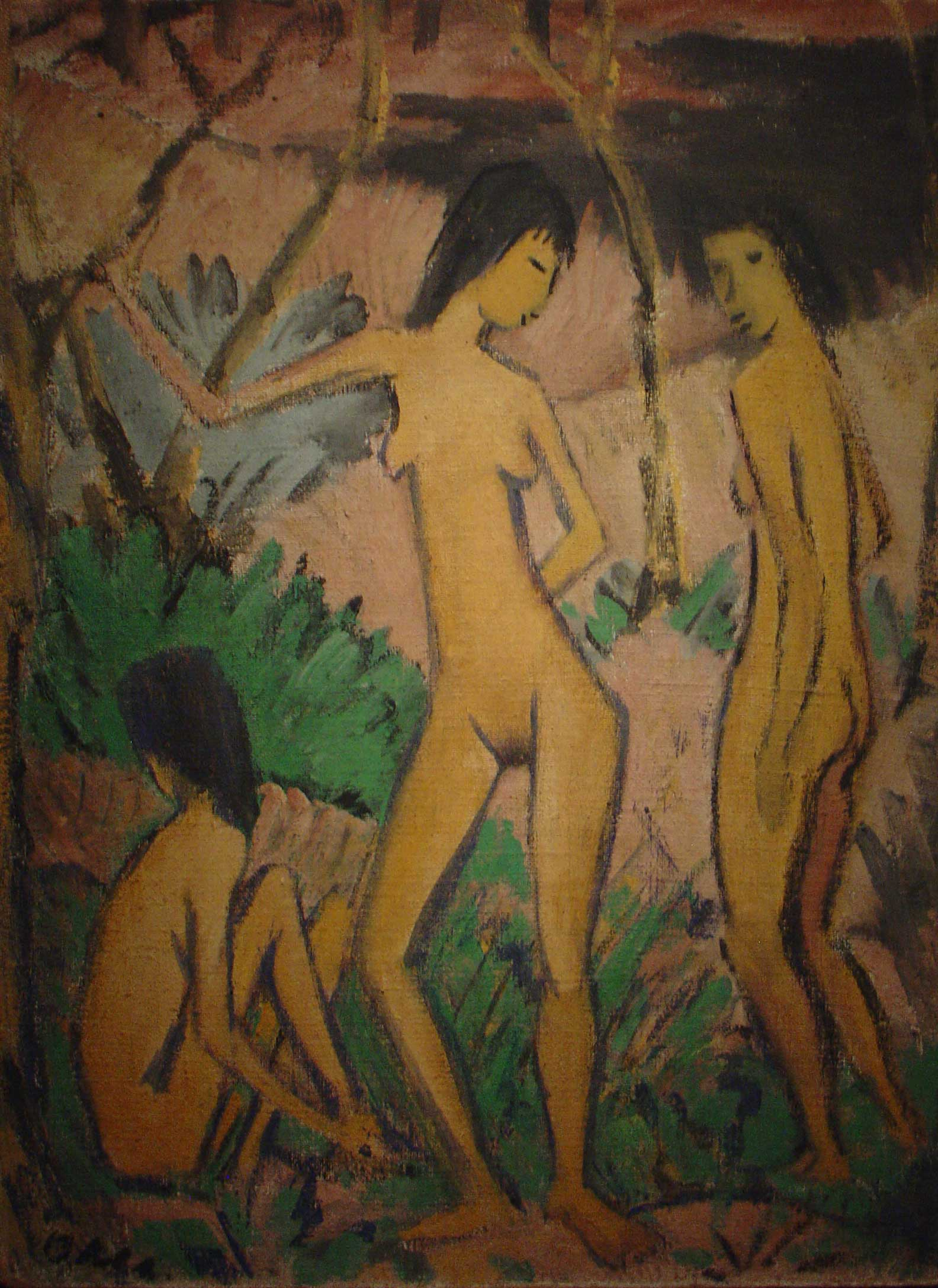
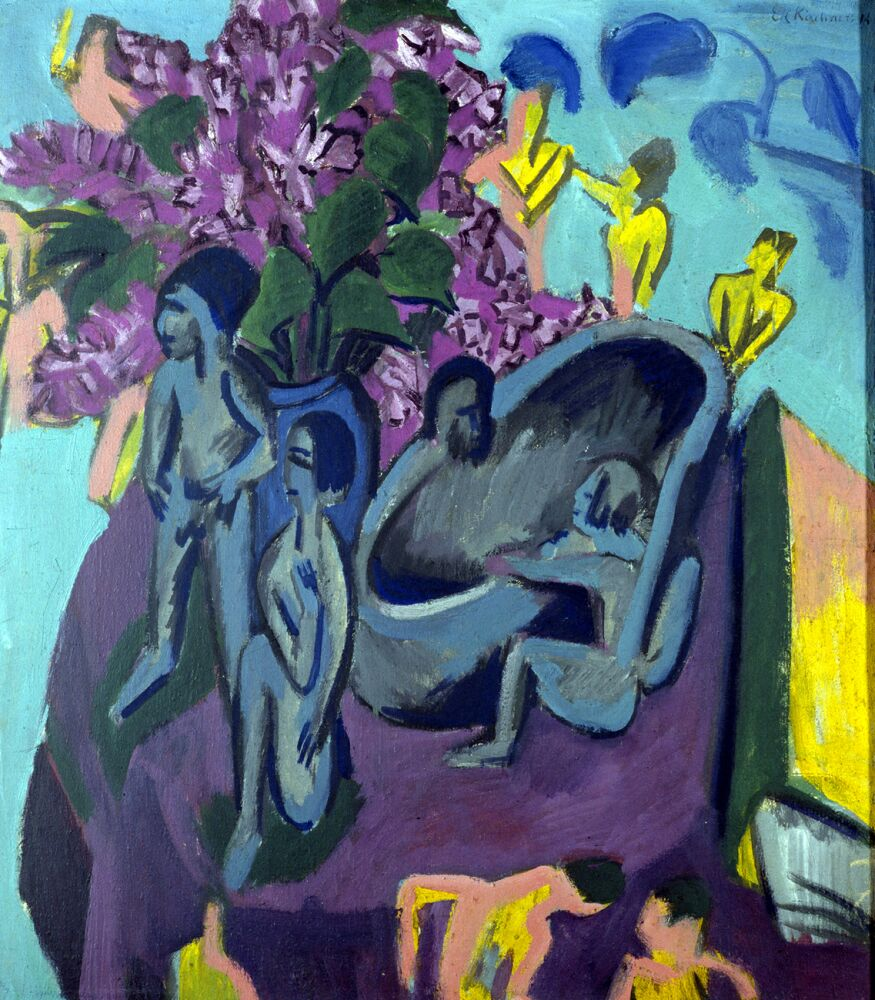
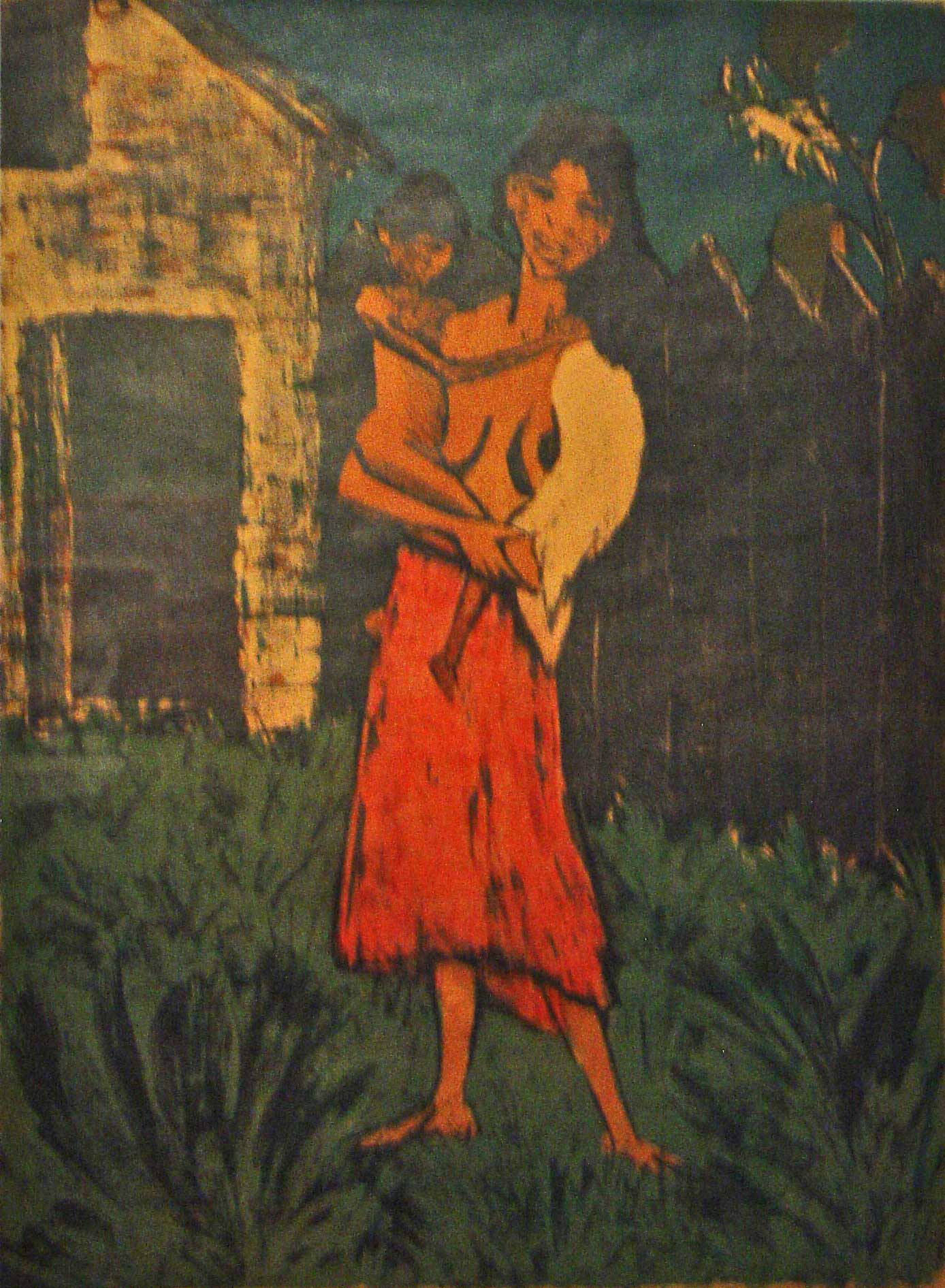
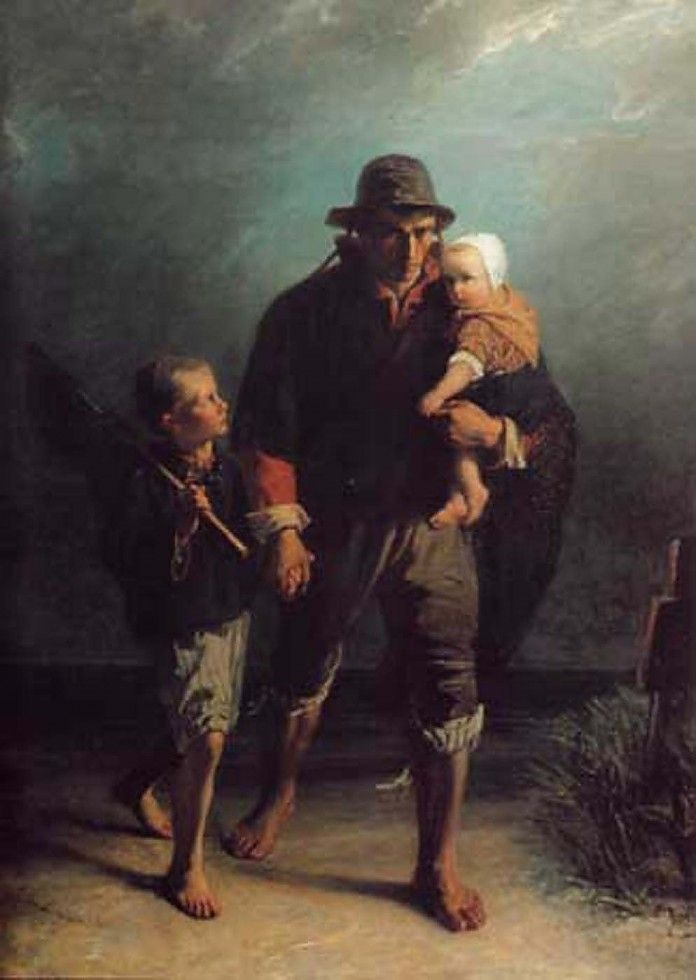
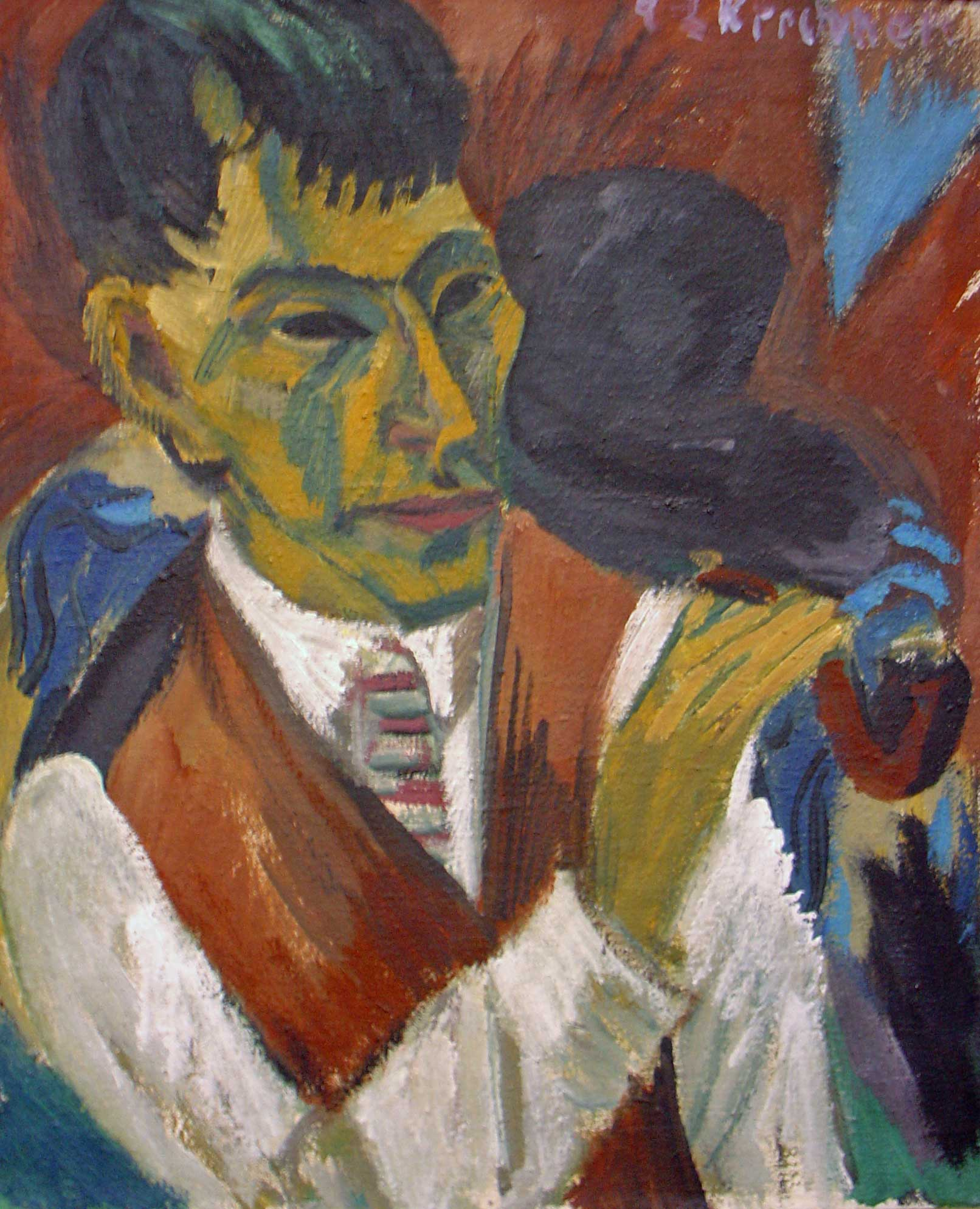